# عبد الرحمن محمد (لاعب كرة قدم مواليد 1994)
عبد الرحمن محمد عبد العزيز، لاعب كرة قدم قطري، من مواليد 6 يناير 1994. يلعب حاليا حارس مرمى مع نادي مسيمير.
كانت بداياته مع نادي المرخية و انتقل إلى نادي السيلية في عام 2013 وانتقل إلى نادي مسيمير في عام 2023.

## روابط خارجية
- عبد الرحمن محمد عبد العزيز على موقع Soccerway.com (الإنجليزية)
- عبد الرحمن محمد عبد العزيز على موقع عالم كرة القدم.نت (الإنجليزية)